# يو إف سي 290
يو إف سي 290: فولكانوفسكي ضد رودريغيز (بالإنجليزية: UFC 290: Volkanovski vs. Rodríguez)‏ هو حدث لفنون القتال المختلطة نظمته يو إف سي، وأُقيم في 8 يوليو 2023، على تي موبايل أرينا في لاس فيغاس، نيفادا، الولايات المتحدة.

## النتائج
1. ↑  على لقب بطولة يو إف سي لوزن الريشة.
2. ↑  على لقب بطولة يو إف سي لوزن الذبابة.